# یواس‌اس اینستیل (ای‌ام-۲۵۲)
یواس‌اس اینستیل (ای‌ام-۲۵۲) (به انگلیسی: USS Instill (AM-252)) یک کشتی بود که طول آن ۱۸۴ فوت ۶ اینچ (۵۶٫۲۴ متر) بود. این کشتی در سال ۱۹۴۴ ساخته شد.